# M/S Eskil
M/S Eskil är ett passagerarfartyg som byggdes på Boghammar Marin på Lidingö 1989 och levererades 23 augusti till  Rydstafors AB i Mariefred, då med namnet Gripsholm. Hon sattes i trafik på rutten Stockholm–Mariefred. I februari 1992 såldes hon till Rogaland Trafikselskap AS i Stavanger. Efter att ha förlängts med en meter och fått sitt nya namn Fjordtind levererades hon till Norge månaden därpå. Den 2 november 1993 grundstötte Fjordtind i Eidssund vid Ombo cirka 16 sjömil från Stavanger. I sundet mellan Ombo och Eidsholmen mötte man färjan Tau och blev tvungna att gå söder om fyren Eidtrind där man missade en prick som visar grundets utbredning.
I augusti 1997 såldes hon till Strömma Kanalbolaget och fick sitt nuvarande namn Eskil. Året efter förlängdes hon med ytterligare 5,5 meter på Oskarshamns varv. Den 5 juni år 2000 grundstötte Eskil vid Munkholmen i Skarven cirka 3 sjömil norr om Stäksundet. Fartyget genomförde en så kallad temakryssning från Stockholm till Rosersberg och var på återväg till Stockholm när grundstötningen inträffade.
Originalmaskineriet bestod av tre stycken MAN D2842-dieselmotorer på 1 000 hk vardera vilket gav fartyget en maxfart på 36 knop. De fartresurserna var dock inte nödvändiga för passagerartrafik i Mälaren och Stockholms skärgård och maskineriet har därför byts ut två gånger mot mer ekonomiska motorer. Först till tre stycken Scania DSI 14 år 2001 och därefter till två MTU 12V 183 TE72 år 2006. Den nuvarande effekten är på 1 400 hk vilket ger en toppfart på 26 knop.